# Harsiesis yolanthe
Harsiesis yolanthe är en fjärilsart som beskrevs av Hans Fruhstorfer 1913. Harsiesis yolanthe ingår i släktet Harsiesis och familjen praktfjärilar. Inga underarter finns listade i Catalogue of Life.